# Metastelma schlechtendalii
Metastelma schlechtendalii är en oleanderväxtart som beskrevs av Joseph Decaisne. Metastelma schlechtendalii ingår i släktet Metastelma och familjen oleanderväxter.

## Underarter
Arten delas in i följande underarter:
- M. s. arenicola
- M. s. trichophyllum